# Osmia melanota
Osmia melanota är en biart som beskrevs av Morawitz 1888. Osmia melanota ingår i släktet murarbin, och familjen buksamlarbin. Inga underarter finns listade i Catalogue of Life.